# Kozlovski (Vorónej)
|  | Per a altres significats, vegeu «Kozlovski». |

Kozlovski (en rus: Козловский) és un poble (un possiólok) de l'óblast de Vorónej, a Rússia, segons el cens del 2010 tenia 20 habitants.